# 9月3日
9月3日（くがつみっか）は、グレゴリオ暦で年始から246日目（閏年では247日目）にあたり、年末まであと119日ある。

## できごと
- 紀元前401年 - クナクサの戦い

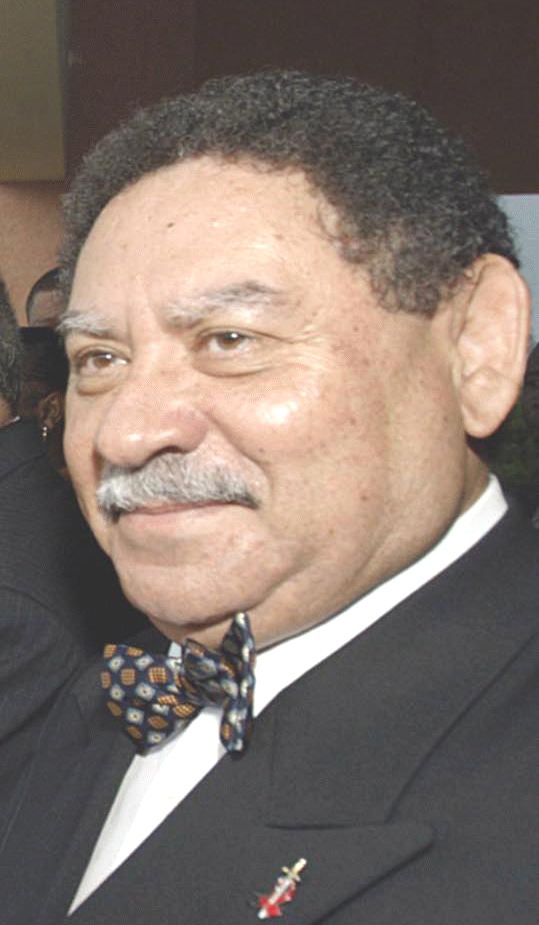
フラディケ・デ・メネゼス、サントメ・プリンシペの大統領に就任(2001)

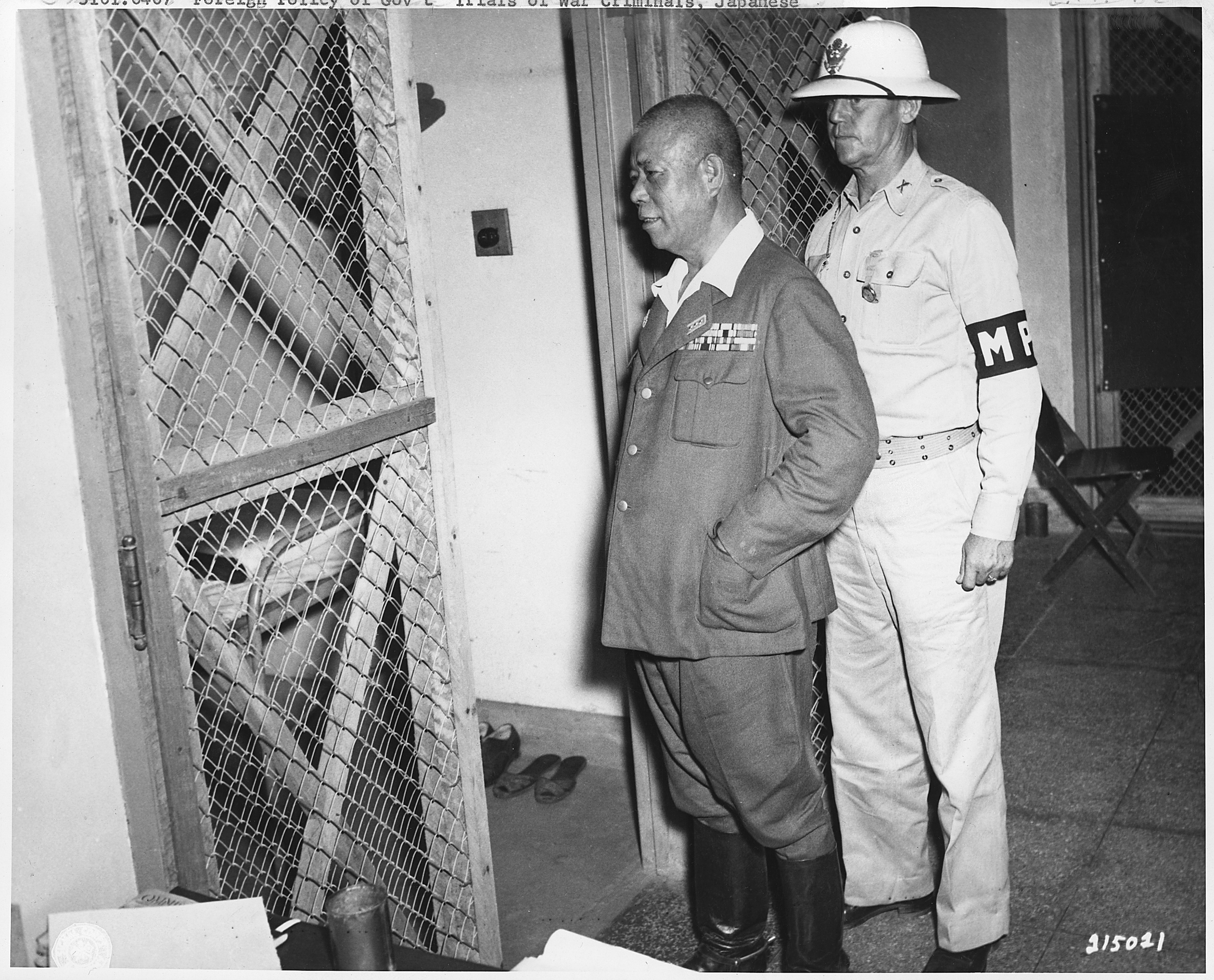
フィリピンを防衛していた山下奉文が降伏(1945)。画像は拘留される山下。

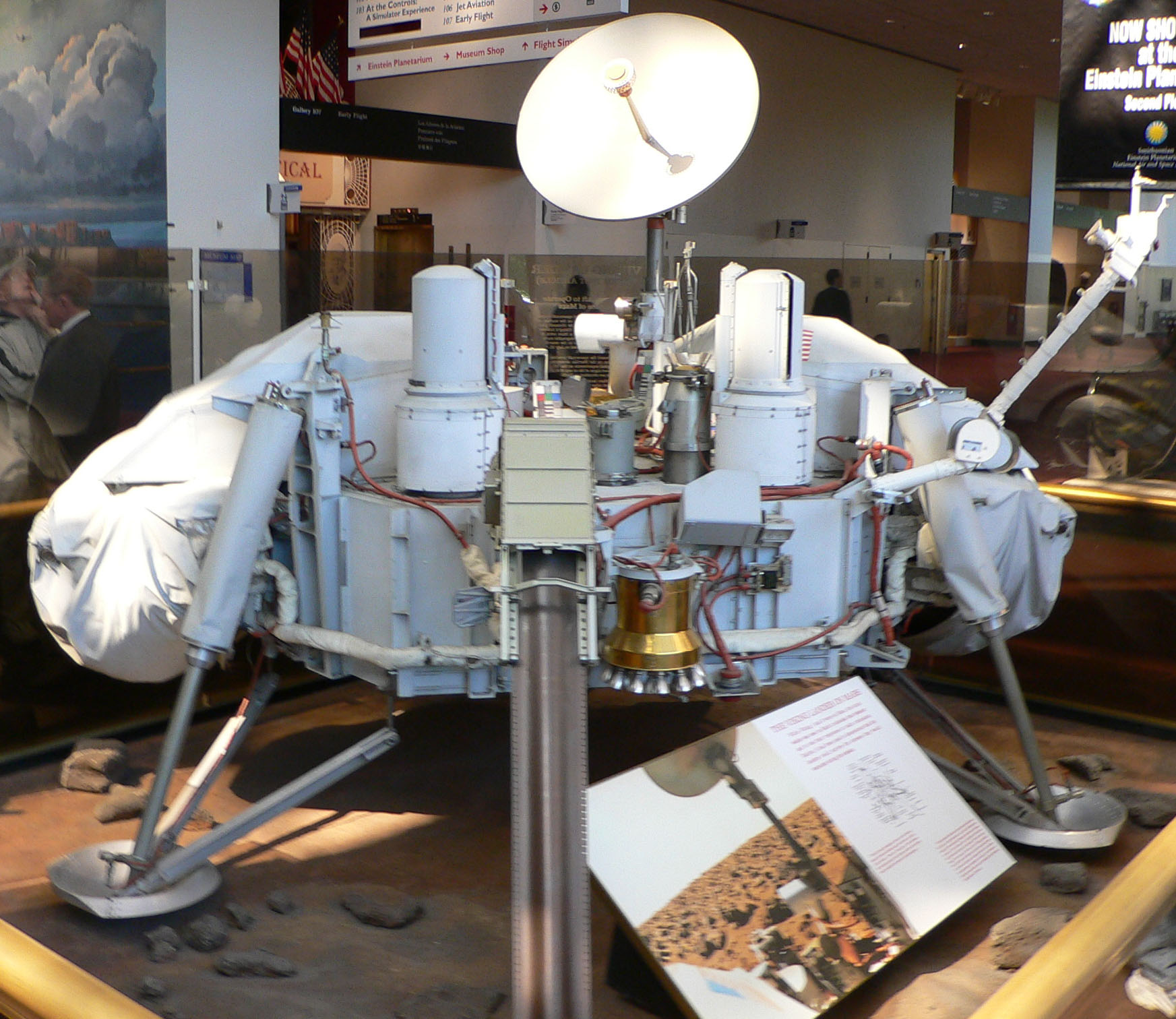
バイキング2号のランダーが火星に着陸(1975)

女子に対するあらゆる形態の差別の撤廃に関する条約発効(1981)。緑が現在の批准・加盟国。ニューヨークで調印されたが、米国は批准していない。

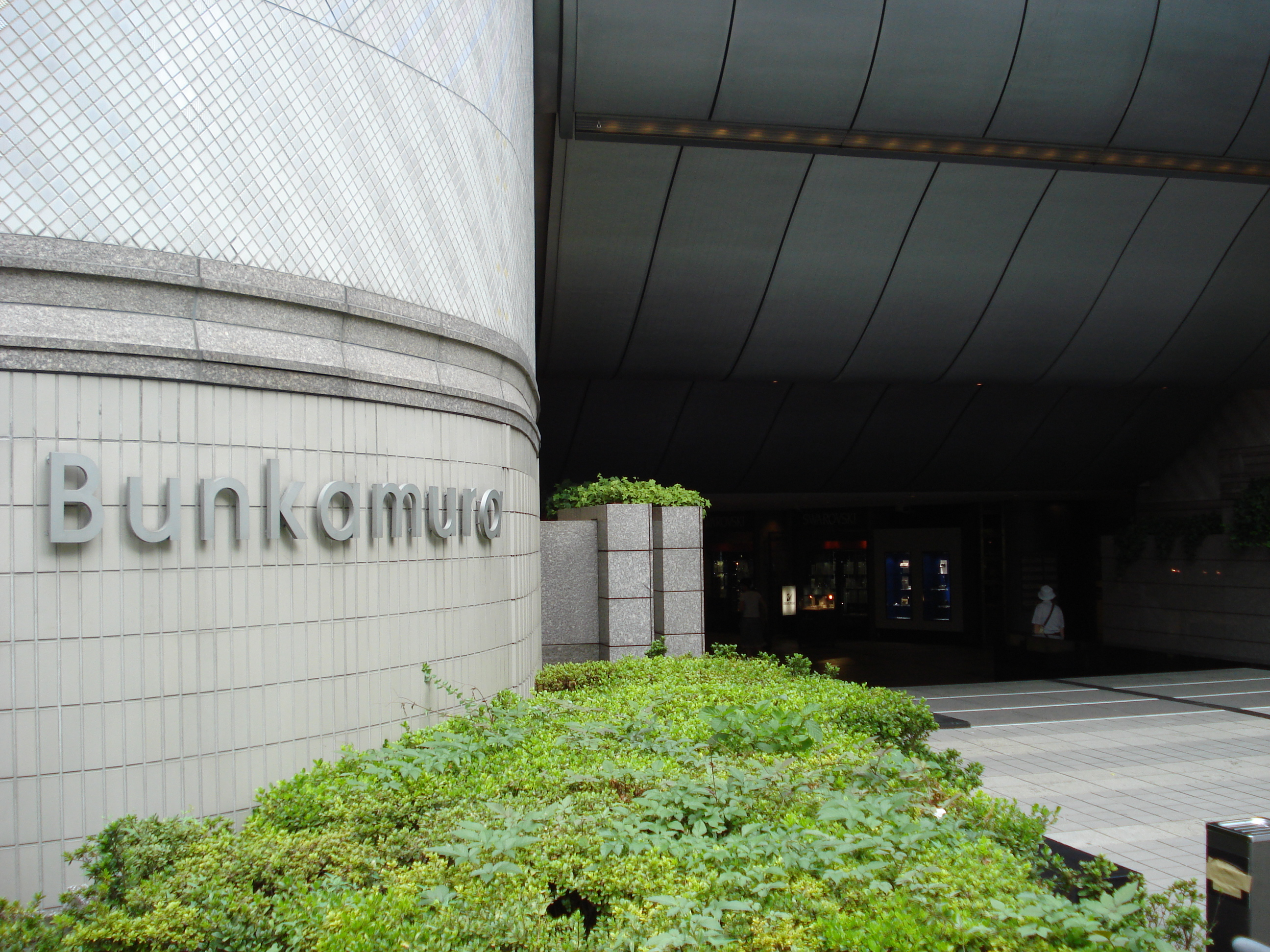
Bunkamura開業(1989)

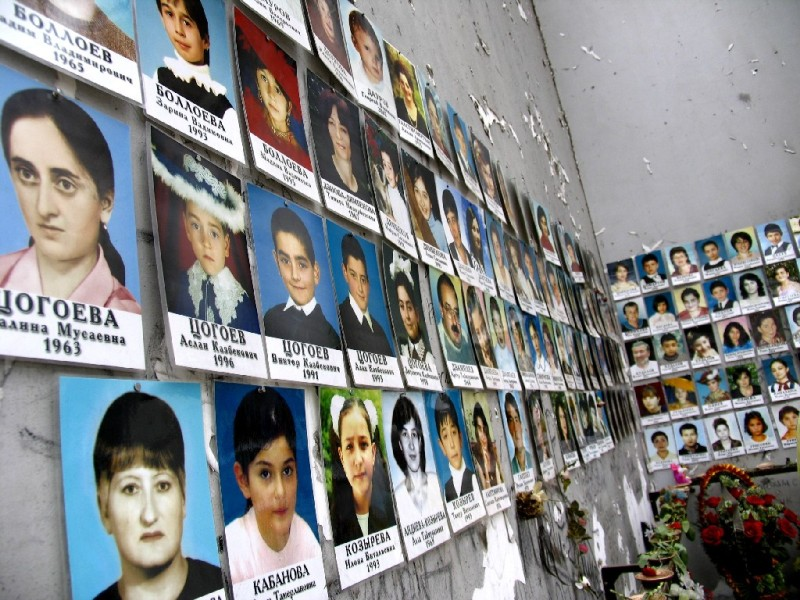
ベスラン学校占拠事件(2004)、治安部隊の突入で子供186人を含む386人以上が死亡

- 紀元前36年 - シチリア戦争：ナウロクス沖の海戦[1]。
- 301年 - サンマリノが成立。現存する中では世界最古の共和国。
- 590年 - グレゴリウス1世が第64代ローマ教皇に就任。
- 673年 - 1日に即位した西ゴート王ワムバ（英語版）がヒルデリック（英語版）の反乱を鎮圧。
- 863年 - アラブ・東ローマ戦争: ララカオンの戦い。
- 1189年 - リチャード獅子心王がウェストミンスター寺院で戴冠。
- 1260年 - アイン・ジャールートの戦い。マムルーク朝軍がモンゴル帝国軍を破り、モンゴルの西進を阻止。
- 1335年 - ハンガリー王カーロイ1世がボヘミアのヨハン・フォン・ルクセンブルクとポーランド王カジミェシュ3世ヴィエルキの争いを仲裁、後に両国と同盟を結ぶ。
- 1411年 - セリンブリア条約（英語版）がオスマン帝国とヴェネツィア共和国間で結ばれる。
- 1603年（慶長8年7月28日） - 徳川家康の孫で7歳の千姫が、11歳の豊臣秀頼に輿入れ。
- 1643年 - 三十年戦争: カルタヘナの戦い。
- 1650年 - 第三次イングランド内戦：ダンバーの戦い。イングランド共和国軍司令官オリバー・クロムウェルがスコットランド軍に勝利。
- 1651年 - 第三次イングランド内戦：ウスターの戦い。ダンバーの戦いから丁度1年に当たる日にイングランド共和国軍司令官オリバー・クロムウェルがスコットランド軍に勝利。
- 1658年 - イングランド共和国護国卿オリバー・クロムウェル死去、息子リチャード・クロムウェルが護国卿となる。
- 1666年 - シャルルロワ市の基礎が完成する。
- 1666年 - 前日よりのロンドン大火で王立取引所（英語版）が全焼。
- 1777年 - アメリカ独立戦争: クーチ橋の戦い。
- 1783年 - アメリカ独立戦争の講和条約であるパリ条約が調印される。独立戦争は終結し、イギリスはアメリカ合衆国の独立を承認。
- 1791年 - フランス革命：憲法制定国民議会が1791年憲法を制定。
- 1796年 - フランス革命戦争: ヴュルツブルクの戦い（英語版、フランス語版）。
- 1798年 - フランス革命戦争: 聖ジョージ島の戦い（英語版）が始まる。
- 1838年 - フレデリック・ダグラスが奴隷からの脱却を図りニューヨークへ逃亡。
- 1843年 - バイエルン軍の撤退を契機にギリシャでクーデタが起きオソン1世が憲法の制定を承認させられる。
- 1856年（安政3年8月5日） - タウンゼント・ハリスが下田の玉泉寺に駐日アメリカ領事館を設置[2]。
- 1856年 - ヌーシャテル危機（英語版）

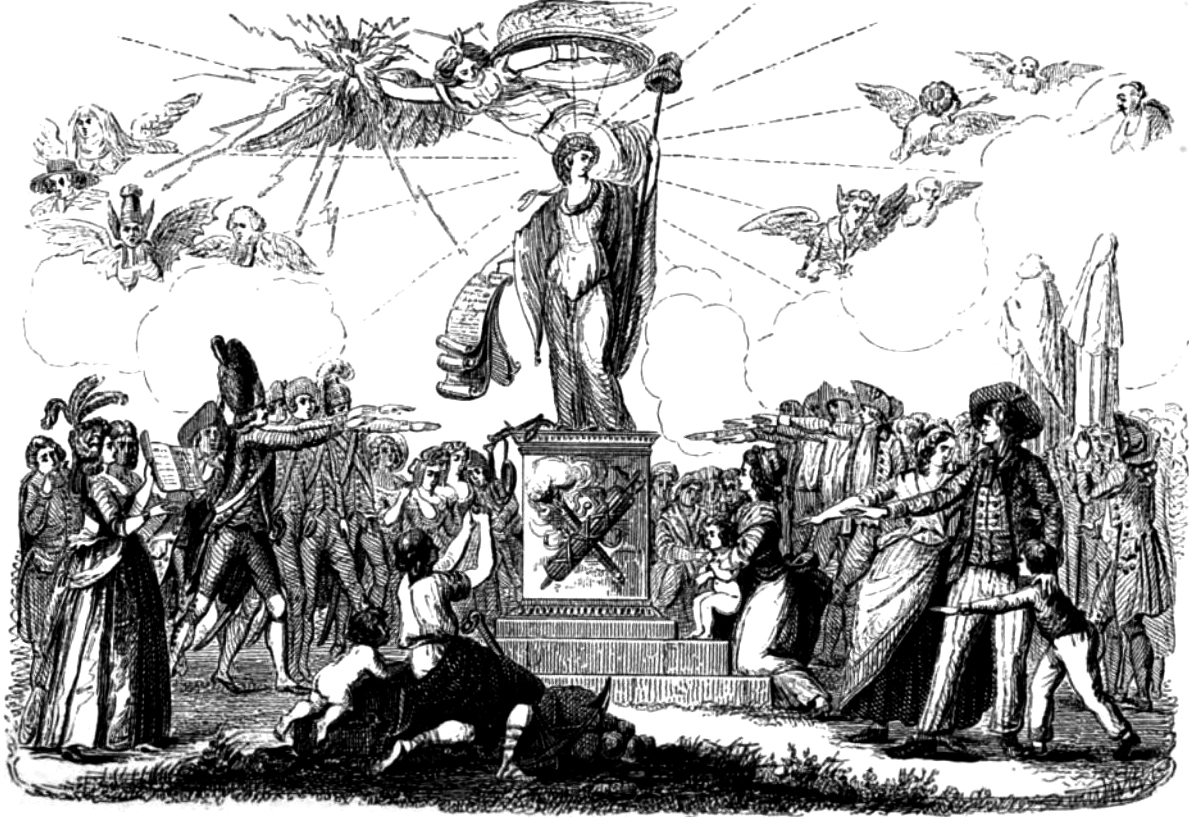
フランス初の憲法、1791年憲法成立。実効性があったのは翌1792年までであった。

- 1868年（慶応4年7月17日） - 東京奠都：江戸ヲ称シテ東京ト為スノ詔書が発せられる。
- 1870年 - 普仏戦争：メス攻囲戦が始まる[3]。
- 1875年 - アルゼンチンで世界初となるポロの公式ゲームが行われる。
- 1878年 - プリンセス・アリスがテムズ川で貨物船バイウェル・キャッスルと衝突したのち沈没。
- 1899年 - 世界シオニスト組織（英語版）が設立。
- 1914年 - アルバニア公スカンデルベグ2世だったヴィルヘルム・フリードリヒ・ツー・ヴィートが亡命し実質的な治世が終了。
- 1914年 - 第一次世界大戦: アルベリク・マニャールがドイツ兵に殺害される。
- 1914年 - ベネディクトゥス15世が第258代ローマ教皇に就任。
- 1925年 - 飛行船のシェナンドーがオハイオ州で暴風雨に遭い2つに裂けて墜落。
- 1933年 - Yevgeniy Abalakovがソビエト連邦の最高峰「スターリン峰」（現 イスモイル・ソモニ峰）に初登頂[4]。
- 1934年 - 後にチュニジア首相となるハビーブ・ブルギーバがフランスにより逮捕の後砂漠中のキャンプに抑留される。
- 1935年 - マルコム・キャンベルの運転する自動車V12サンビームの速度が自動車としては初めて300マイルを超えて301.337 mph (484.955 km/h)を記録する。
- 1936年 - 北海事件: 中国広東省北海において、日本人中野順三が経営する店舗に暴漢が侵入し、同人が殺害された[5]。
- 1939年 - 第二次世界大戦：英仏豪新、対独宣戦布告。
- 1939年 - 英仏によるドイツの経済封鎖（英語版）が始まる。大西洋の戦いの契機。
- 1939年 - ビドゴシチ住民殺害事件。
- 1941年 - アウシュヴィッツ強制収容所のガス室で初めて大量処刑が行われる。ソ連の捕虜にツィクロンBが使われた。
- 1943年 - 第二次世界大戦：ベイタウン作戦。
- 1943年 - カッシビレの休戦によるイタリアの降伏。
- 1944年 - ホロコースト：アンネ・フランクがヴェステルボルク通過収容所からアウシュヴィッツ強制収容所へ移送される。
- 1944年 - 第二次世界大戦：イギリス陸軍第2軍（英語版）第30軍団（英語版）近衛機甲師団（英語版）がブリュッセルを解放する。
- 1945年 - 新聞記者ウィルフレッド・バーチェットが原爆が投下された広島市を取材し、「No more Hiroshima」と打電して惨状を世界に訴える。
- 1945年 - 対日戦勝記念日: 中国で、前日の対日終戦調印の翌日のこの日から3日間が抗日戦勝記念の休暇とされる。
- 1945年 - 重慶の「民主科学座談会」で、日本の投降の日である戦争勝利を記念して「九三学社」と改名した。
- 1945年 - 第二次世界大戦・ルソン島の戦い：第14方面軍司令官、尚武集団司令官山下奉文陸軍大将と南西方面艦隊司令長官兼第三南遣艦隊司令長官大川内伝七海軍中将がバギオ市キャンプ・ジョン・ヘイ（英語版）で 降伏文書 に調印。
- 1948年 - 婦人運動家奥むめおの呼びかけにより東京・新宿で「不良マッチ退治の主婦の大会」開催。主婦連合会結成のきっかけとなる。
- 1950年 - ジェーン台風が上陸し、近畿地方を中心に大被害をもたらす。
- 1950年 - 信濃川発電所第7号トンネル建設現場で落盤。作業員45人死亡[6]。
- 1950年 - この年に初めて開催されたF1の最終戦、第7戦イタリアグランプリ（モンツァ）で、新投入されたAlfetta159に搭乗したジュゼッペ・ファリーナが優勝。初代F1世界選手権のチャンピオンになる[7]。
- 1951年 - アメリカの対外放送ボイス・オブ・アメリカが日本短波放送を再開。
- 1952年 - 広島県呉市警固屋通で解体中の魚雷が爆発。死者7人、重軽傷者5人、家屋全半壊23戸。魚雷は密引揚げされたものであった[8]。
- 1953年 - 欧州人権条約こと人権と基本的自由の保護のための条約が発効。
- 1954年 - 第一次台湾海峡危機が始まる。
- 1962年 - 鹿児島県奄美大島で海上自衛隊の哨戒機が住宅地に墜落。乗員12人、住民1人が死亡、家屋31棟が全焼。輸血用血液を輸送中の事故[9]。
- 1966年 - 荒舩清十郎運輸相が自身の選挙区内の深谷駅に急行を停車させるよう国鉄に指示していたことが発覚[10]。これが原因で10月に辞任。
- 1966年 - 子供を車にぶつけさせ慰謝料を詐取していた当たり屋夫婦が逮捕。後に大島渚が『少年』のタイトルで映画化[11]。
- 1967年 - ダゲン・H: スウェーデンで自動車の対面交通が左側通行から右側通行に変更される。
- 1971年 - カタールがイギリスから独立。
- 1976年 - アメリカの火星探査機「バイキング2号」のランダーが火星表面に着陸。
- 1977年 - 少女漫画雑誌「ちゃお」が創刊。
- 1977年 - 王貞治が通算756号ホームランを達成し、ハンク・アーロンの記録を抜いて世界最高記録に。
- 1978年 - 漁船2隻が歯舞諸島沖合でシケのため沈没。死者・行方不明者17人、7人救助[12]。
- 1978年 - ローデシア紛争：エアローデシア825便撃墜事件（英語版）、ジンバブエ人民革命軍（英語版）がミサイルシステム9K32を用いて同機を撃墜。搭乗していた56人のうち撃墜時点で38人が、その後の革命軍の虐殺行為で10人が死亡した。
- 1980年 - 中華人民共和国で投獄され、日本では消息不明となっていた元日本共産党幹部・伊藤律が29年ぶりに帰国。
- 1981年 - 女子差別撤廃条約が発効。孫正義がソフトバンクグループを設立。
- 1984年 - 東京国立近代美術館フィルムセンターの収蔵庫で火災が起き、保存していた映画フィルム330作品が焼失[13]。
- 1987年 - ブルンジでピエール・ブヨヤ少佐がクーデター。ジャン＝バティスト・バガザ大統領を追放し、自ら大統領に就任。
- 1989年 - 東京・渋谷に日本初の大型の複合文化施設Bunkamuraが開業。
- 1989年 - ヴァリグ・ブラジル航空254便墜落事故。死者13名。
- 1989年 - クバーナ航空9646便墜落事故。死者150名。
- 1993年 - 台風13号が鹿児島県薩摩半島に上陸。死者48名。
- 1994年 - 中ソ対立: モスクワでロシアとエリツィン大統領と中華人民共和国の江沢民国家主席が中ロ共同声明に調印。中ロ間の共同声明で「パートナーシップ」という言葉が初めて使われる[14]。
- 1995年 - JR北海道深名線がこの日限りで運転を終了、翌日廃止[15]。
- 1995年 - eBayが設立される。
- 1996年 - 8月に亡くなった俳優・渥美清に国民栄誉賞を授与。
- 1996年 - クルド内戦：デザートストライク作戦（英語版）が開始。
- 1997年 - ベトナム航空815便墜落事故。
- 1998年 - 岩手県内陸北部地震が発生、岩手県雫石町で震度6弱を記録した。
- 2000年 - ピウス9世とヨハネ23世が列福される。
- 2001年 - フラディケ・デ・メネゼスがサントメ・プリンシペ大統領に就任。
- 2004年 - ロシアの北オセチア共和国で起きたベスラン学校占拠事件で、テロリストに占拠された学校に治安部隊が突入。テロは制圧されたが、死者330人以上（うち150人以上が子供）、負傷者700人以上（うち300人以上が子供）の犠牲者が発生した[16]。
- 2006年 - 欧州宇宙機関(ESA)によりスマート1が速度2 km/sで月面に衝突して同探査機に関するミッションが終了。直径10 m程度のクレーターを作ったと思われる。
- 2007年 - 大丸と松坂屋ホールディングスが経営統合し、J.フロント リテイリングが発足。
- 2010年 - UPS航空6便墜落事故。
- 2015年 - 中華人民共和国で、中国人民抗日戦争・世界反ファシズム戦争勝利70周年記念式典が実施された[17]。
- 2016年 - 米中がパリ協定を批准[18]。
- 2017年 - 朝鮮民主主義人民共和国が6回目の核実験を強行[19]。
- 2018年 - 経団連会長が、新卒採用する際に参考とするルール「採用選考に関する指針」の廃止を言及[20]。

## 誕生日

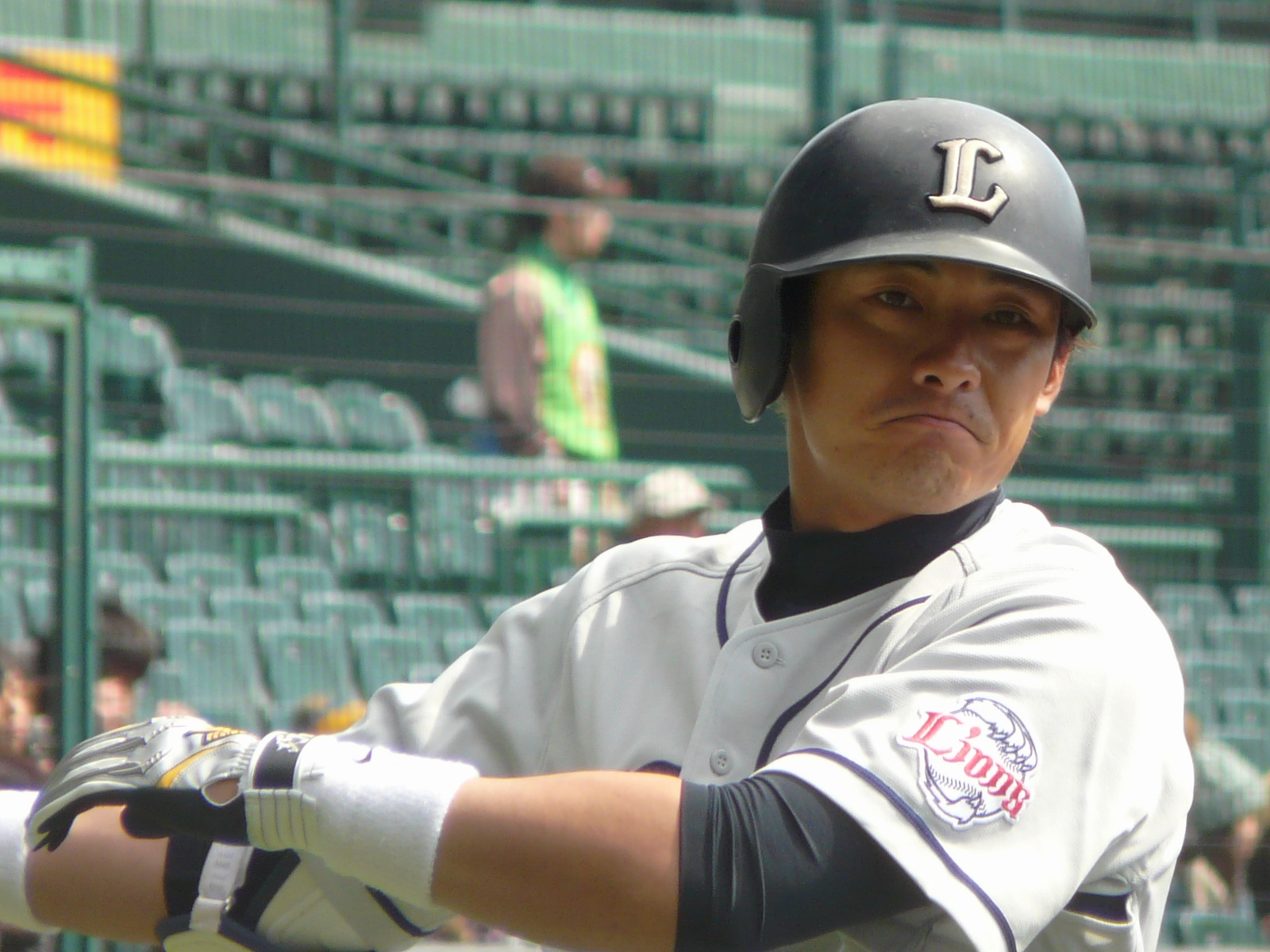
プロ野球選手栗山巧(1983-)誕生。西武球団初の生え抜き2000本安打を達成、生涯西武を貫き通したミスターレオ。

- 1034年（長元7年7月18日） - 後三条天皇、第71代天皇（+ 1073年）
- 1499年 - ディアーヌ・ド・ポワチエ、フランス王アンリ2世の愛妾（+ 1566年）
- 1568年 - アドリアーノ・バンキエリ、作曲家（+ 1634年）
- 1643年 - ロレンツォ・ベッリーニ（英語版、イタリア語版）、物理学者（+ 1704年）
- 1665年（寛文5年7月24日） - 松平近禎、府内藩主（+ 1725年）
- 1695年 - ピエトロ・ロカテッリ、作曲家（+ 1764年）
- 1702年（元禄5年8月12日） - 松平近明、広瀬藩主（+ 1755年）
- 1704年 - ジョセフ・ド・ジュシュー（英語版、フランス語版）、探検家（+ 1779年）
- 1707年 - ヨハン・ペーター・ジュースミルヒ、牧師、人口学者（+ 1767年）
- 1710年 - アブラハム・トランブレー、生物学者（+ 1784年）
- 1724年 - ガイ・カールトン、アメリカ独立戦争期のイギリス軍指揮官、カナダ総督（+ 1808年）
- 1728年（享保13年7月29日） - 徳川宗翰、水戸藩主（+ 1766年）
- 1728年 - マシュー・ボールトン、実業家（+ 1809年）
- 1734年 - ジョセフ・ライト、産業革命期の画家（+ 1797年）
- 1736年 - マティアス・クロスターマイヤー（英語版）、犯罪者（+ 1771年）
- 1745年 - カール・ヴィクトル・フォン・ボンステッテン（英語版）、作家（+ 1832年）
- 1750年 - アーサー・ディロン、軍人、政治家、トバゴ総督（+ 1794年）
- 1752年（宝暦2年7月25日） - 松平定休、今治藩主（+ 1820年）
- 1757年 - カール・アウグスト・フォン・ザクセン＝ヴァイマル＝アイゼナハ（+ 1828年）
- 1780年 - ハインリッヒ・シューマッハ、天文学者（+ 1850年）
- 1781年 - ウジェーヌ・ド・ボアルネ、イタリア副王（+ 1824年）
- 1782年 - クリスチャン・ルートヴィヒ・ニッチ（英語版、ドイツ語版）、動物学者（+ 1837年）
- 1785年（天明5年7月30日） - 松平信志、丹波亀山藩主（+ 1816年）
- 1791年 - ジョン・カーティス、昆虫学者（+ 1862年）
- 1801年 - ヘルマン・フォン・マイヤー、古生物学者（+ 1869年）
- 1803年 - プルーデンス・クランドル、学校教育者（+ 1890年）
- 1806年 - シャルル・ラッサイリー（フランス語版）、作家（+ 1843年）
- 1809年（文化6年7月24日） - 分部光寧、大溝藩主（+ 1858年）
- 1810年 - フェルディナン・フィリップ、フランスの王族（+ 1842年）
- 1810年 - ポール・ケーン、画家（+ 1871年）
- 1814年 - ジェームス・ジョセフ・シルベスター、数学者（+ 1897年）
- 1820年 - ジョージ・ハースト（英語版）、実業家、政治家（+ 1891年）
- 1829年 - アドルフ・オイゲン・フィック、生理学者、物理学者、医師（+ 1901年）
- 1836年 - サラ・プラマー・レモン（英語版）、植物学者（+ 1923年）
- 1843年（天保14年8月10日） - 大井憲太郎、自由民権運動家（+ 1922年）
- 1849年 - サラ・オーン・ジューエット（英語版）、作家（+ 1909年）
- 1851年 - オルガ、ギリシャ王ゲオルギオス1世の妃（+ 1926年）
- 1854年（嘉永7年閏7月11日） - 柳沢徳忠、三日市藩主・子爵（+ 1936年）
- 1856年 - ルイス・サリヴァン、建築家（+ 1924年）
- 1863年 - ハンス・アンルード（英語版）、作家（+ 1953年）
- 1867年 - オスカー・ノイマン（英語版）、鳥類学者（+ 1946年）
- 1869年 - フリッツ・プレーグル、化学者（+ 1930年）
- 1874年 - カール・ストーマー（英語版）、物理学者（+ 1957年）
- 1875年 - フェルディナント・ポルシェ、自動車設計者（+ 1951年）
- 1877年 - ジョージ・ストーン、元プロ野球選手（+ 1945年）
- 1878年 - ドロテア・ダグラス・チェンバース、テニス選手（+ 1960年）
- 1880年 - 加藤繁、東洋史学者（+ 1946年）
- 1882年 - ジョニー・ダグラス（英語版）、クリケット選手（+ 1830年）
- 1884年 - ソロモン・レフシェッツ、数学者（+ 1972年）
- 1888年 - ネレウ・デ・オリヴェイラ・ラモス（英語版）、弁護士、政治家、暫定大統領（+ 1958年）
- 1896年 - 谷崎十郎、俳優（+ 1977年）
- 1890年 - パトリック・H・オマリー・ジュニア、俳優（+ 1966年）
- 1896年 - 桂米團治 (4代目)、落語家（+ 1951年）
- 1897年 - サリー・ベンソン（英語版）、作家（+ 1972年）
- 1897年 - セシル・パーカー（英語版）俳優（+ 1971年）
- 1899年 - フランク・マクファーレン・バーネット、医学者（+ 1985年）
- 1900年 - ウルホ・ケッコネン、政治家、フィンランド大統領（+ 1986年）
- 1900年 - 6代目三遊亭圓生、落語家（+ 1979年）
- 1900年 - モーリス・ドッブ、経済学者（+ 1976年）
- 1901年 - エドゥアルト・ファン・ベイヌム、指揮者（+ 1959年）
- 1905年 - カール・デイヴィッド・アンダーソン、物理学者（+ 1991年）
- 1907年 - ローレン・アイズリー（英語版）、人類学者（+ 1977年）
- 1908年 - レフ・ポントリャーギン、数学者、（+ 1988年）
- 1910年 - モーリス・パポン、フランスの対独協力者（+ 2007年）
- 1910年 - キティー・カーライル（英語版）、女優（+ 2007年）
- 1910年 - 名取洋之助、写真家（+ 1962年）
- 1911年 - 桂田芳枝、数学者、北海道大学初の女性教授、同大学名誉教授（+ 1980年）
- 1912年 - 寺内一隆、プロ野球選手（+ 没年不詳）
- 1913年 - 家永三郎、歴史家（+ 2002年）
- 1913年 - アラン・ラッド、俳優（+ 1964年）
- 1915年 - ナッツ・ナイステッド（英語版、ノルウェー語版）、作曲家（+ 2014年）
- 1915年 - メンフィス・スリム、シンガーソングライター（+ 1988年）
- 1916年 - エディ・スタンキー（英語版）、プロ野球選手（+ 1999年）
- 1918年 - ヘレン・ワグナー（英語版）、俳優（+ 2010年）
- 1920年 - チャブーカ・グランダ（英語版）、歌手（+ 1983年）
- 1920年 - マルグリート・ヒギンズ（英語版）、ジャーナリスト（+ 1966年）
- 1921年 - サーストン・ダート、音楽学者（+ 1971年）
- 1921年 - 鈴木美嶺、野球選手、アマチュア野球審判、アマチュア野球公式記録員（+ 1991年）
- 1921年 - ジョン・アストン・シニア（英語版）、サッカー選手（+ 2003年）
- 1921年 - ルース・オーキン（英語版）、写真家（+ 1985年）
- 1922年 - 加藤政一、元プロ野球選手
- 1922年 - 井田探（フランス語版）、映画監督（+ 2012年）
- 1922年 - 橋本邦治、競馬評論家（+ 2010年）
- 1922年 - バート・ケネディ、映画監督、脚本家（+ 2001年）
- 1922年 - サリー・テリー、歌手（+ 1996年）
- 1923年 - グレン・ベル、実業家、タコベル創業者（+ 2010年）
- 1923年 - モート・ウォーカー（英語版）、漫画家（+ 2018年）
- 1924年 - 榎原好、元プロ野球選手（+ 1998年）
- 1925年 - アン・ジャクソン（英語版）、女優（+ 2016年）
- 1925年 - ハンク・トンプソン（英語版）、ミュージシャン、シンガーソングライター（+ 2007年）
- 1926年 - イレーネ・パパス、女優（+ 2022年）
- 1926年 - アリソン・ルーリー（英語版）、作家（+ 2020年）
- 1927年 - 日暮雅信、作曲家（+ 2003年）
- 1927年 - アレシ・アダモビッチ（英語版）、作家（+ 1994年）
- 1928年 - ガストン・トルン、欧州委員会委員長（+ 2007年）
- 1929年 - 成田亨、デザイナー、彫刻家（+ 2002年）
- 1929年 - ジェームズ・ジョセフ・バルジャー、裏社会首領（+ 2018年）
- 1929年 - カルロ・クレリーチ、自転車競技選手（+ 2007年）
- 1930年 - 澤地久枝、ノンフィクション作家
- 1930年 - 阿部寿美子、女優
- 1930年 - イリナ・イオネスコ、写真家（+ 2022年）
- 1931年 - ディック・モッタ、バスケットボール指導者
- 1931年 - パウロ・マルフ（英語版）、政治家
- 1931年 - サミール・アミン、経済学者、国際連合大学第三世界フォーラム部会長（+ 2018年）
- 1931年 - 久野光朗、会計学者、小樽商科大学名誉教授、元北海道情報大学学長（+ 2018年）
- 1931年 - 小林恭治、俳優、声優（+ 2007年）
- 1932年 - 飯島敏宏、演出家、テレビプロデューサー、脚本家（+ 2021年）
- 1932年 - 新藤享弘、政治家（+ 2020年）
- 1932年 - 和田香苗、作曲家（+ 2001年）
- 1932年 - アイリーン・ブレナン、女優（+ 2013年）
- 1933年 - 相川勝敏、元調教師、元騎手
- 1933年 - ジェフリー・ゴールドストーン、物理学者
- 1933年 - ロイド・プライス、歌手（+ 2021年）
- 1934年 - フレディ・キング、ブルースギタリスト（+ 1976年）
- 1934年 - 長部日出雄、小説家、評論家（+2018年）
- 1934年 - 米田佐代子、ノンフィクション作家
- 1934年 - ルシアン・ミュラー、サッカー選手
- 1935年 - 森乃福郎、上方噺家（+ 1998年）
- 1935年 - 千葉英二、元プロ野球選手（+ 1992年）
- 1936年 - ザイン・アル＝アービディーン・ベン・アリー、第2代チュニジア大統領（+ 2019年）
- 1936年 - 楳図かずお、漫画家（+ 2024年）（生年月日を9月25日とする出典もある[21]。）
- 1937年 - 土居章助、元プロ野球選手
- 1938年 - 野依良治、化学者
- 1938年 - キャリル・チャーチル（英語版）、劇作家
- 1938年 - 才口千晴、弁護士、元最高裁判所判事（+ 2024年）
- 1939年 - 古賀英彦、元プロ野球選手、監督
- 1939年 - ヴィヴィ・バック（英語版）、歌手、作家（+ 2013年）
- 1940年 - エドゥアルド・ガレアーノ、ジャーナリスト（+ 2015年）
- 1940年 - ポーリーン・コリンズ、女優
- 1941年 - 泉谷和美、政治家、元北海道歌志内市長
- 1941年 - 坂口祐三郎、俳優（+ 2003年）
- 1941年 - セルゲイ・ドヴラートフ、小説家（+ 1990年）
- 1942年 - アル・ジャーディン、ミュージシャン（ザ・ビーチ・ボーイズ）
- 1942年 - マイケル・ホイ、喜劇役者、映画監督
- 1942年 - 林裕章、吉本興業会長（+ 2005年）
- 1942年 - 宮原秀明、元プロ野球選手（+ 1994年）
- 1943年 - 門岡信行、元プロ野球選手（+ 没年不詳）
- 1944年 - シャーウッド・C・スプリング（英語版）、宇宙飛行士
- 1945年 - 清俊彦、元プロ野球選手（+ 2017年）
- 1945年 - ニコライ・クリフトソフ（英語版）、科学者（+ 2011年）
- 1946年 - 荒川實、実業家、Nintendo of America元代表取締役社長
- 1946年 - 鈴木幸一、実業家、インターネットイニシアティブ共同創業者
- 1947年 - ヒェル・マグネ・ボンデヴィク（英語版）、ノルウェー首相
- 1947年 - マリオ・ドラギ、第67代イタリア閣僚評議会議長（首相）
- 1947年 - 坂本幸雄、実業家、元UMCJapan・エルピーダメモリ社長（+ 2024年）
- 1947年 - ジェラール・ウリエ、サッカー指導者（+ 2020年）
- 1948年 - リュドミーラ・カラチキナ、天文学者
- 1948年 - レヴィー・ムワナワサ、政治家、第3代ザンビア大統領
- 1949年 - ホセ・ペケルマン、元サッカー選手
- 1949年 - ペトロス7世、正教会のアレクサンドリアのパパ・総主教（+ 2004年）
- 1950年 - 佐々木幸男、シンガーソングライター
- 1950年 - 問矢福雄、元プロ野球選手
- 1951年 - キム・スミ、女優
- 1952年 - ジョニー大倉、ミュージシャン、俳優（+ 2014年）
- 1953年 - 池田晃治、銀行家、ひろぎんホールディングス初代会長、元広島銀行頭取
- 1953年 - ジャン＝ピエール・ジュネ、映画監督
- 1954年 - 島田誠、元プロ野球選手
- 1954年 - ジャアック・ウアッドマエ（英語版）、陸上競技選手
- 1955年 - 田中由郎、元プロ野球選手
- 1955年 - スティーヴ・ジョーンズ、ギタリスト（セックス・ピストルズ）
- 1955年 - ローラン・マレー（英語版、フランス語版）、俳優
- 1956年 - 塩塚博、作曲家
- 1956年 - 秋元正博、元スキージャンプ選手
- 1957年 - 赤城敏正、アナウンサー
- 1957年 - 平川洋幸、元プロ野球選手
- 1957年 - アール・キュアトン（英語版）、バスケットボール選手
- 1957年 - サドグル・ジャッギー・ヴァースデーブ、ヨギ、神秘主義者
- 1958年 - 覚田修、ミュージシャン
- 1958年 - 篠原聡子、建築家
- 1959年 - 吉岡広小路、政治家、元広島県三次市長・旧三次市長
- 1959年 - ココアティー（英語版）、歌手
- 1960年 - 野田聖子、政治家
- 1960年 - 西荻弓絵、脚本家、作家
- 1960年 - 櫂未知子、俳人
- 1962年 - 鈴木英俊、ギタリスト、スタジオ・ミュージシャン
- 1962年 - 榊原聡一郎、元プロ野球選手
- 1965年 - 中田久美、元バレーボール選手、指導者
- 1965年 - 三木理史、地理学者
- 1965年 - 岩田あゆみ、元リポーター
- 1965年 - 水野雄仁、元プロ野球選手
- 1965年 - チャーリー・シーン、俳優
- 1965年 - 星野有、元陸上競技選手、指導者
- 1966年 - 渡辺歩、アニメーション監督
- 1967年 - 鈴々舎鈴之助、落語家
- 1967年 - 野呂エイシロウ、放送作家
- 1967年 - ダロン・アシモグル、経済学者
- 1968年 - 西條彰仁、写真家
- 1968年 - 徳永耕治、元野球選手
- 1969年 - 吉田秀彦、柔道選手、格闘家
- 1969年 - 杉山直樹、元プロ野球選手
- 1969年 - 鶴田真理子、モデル
- 1969年 - 中山雅行、元プロ野球選手
- 1970年 - 吉田豪、プロインタビュアー、プロ書評家
- 1971年 - 高橋賢司、競馬記者
- 1972年 - 坂詰貴之、俳優、声優
- 1972年 - 志智俊夫、競輪選手
- 1974年 - 七海智哉、俳優
- 1975年 - 石塚義高[22]、俳優
- 1975年 - 高橋幸子、元バレーボール選手
- 1976年 - 富川悠太、ジャーナリスト、元アナウンサー
- 1976年 - 比留間由哲、俳優
- 1977年 - オロフ・メルベリ、サッカー選手
- 1977年 - 佐久間一行、お笑いタレント
- 1978年 - 大溝清人、お笑いタレント（バッドボーイズ）
- 1978年 - 奥村幸礼、俳優
- 1978年 - 鈴木祐輔、教員、ライフセーバー
- 1978年 - 菅原伊織、プロレスラー
- 1979年 - ジュリオ・セーザル、サッカー選手
- 1979年 - 田村裕、お笑いタレント（麒麟）
- 1979年 - 辻岡正人、映画監督、俳優
- 1979年 - 大森輝和、元陸上競技選手
- 1980年 - 近藤英恵、アナウンサー
- 1980年 - 吉田康一、劇作家、演出家
- 1980年 - 江草仁貴、元プロ野球選手
- 1980年 - ジェイ・マクキャスリン、ミュージシャン
- 1980年 - ジェニー・フィンチ、ソフトボール選手
- 1980年 - 渡辺麻恵、女優、元グラビアアイドル
- 1981年 - いしづかあつこ、アニメーション監督
- 1981年 - 李千鶴、女優
- 1982年 - 名取香り、歌手
- 1982年 - 藤村歩、声優
- 1982年 - 世戸さおり、声優
- 1982年 - 田中利佳、バスケットボール選手
- 1982年 - 小松崎大地、競輪選手、元プロ野球選手
- 1982年 - サラ・バーク、スノーボーダー（+ 2012年）
- 1983年 - 岸田メル、イラストレーター
- 1983年 - 天野めぐみ、女優、タレント
- 1983年 - 小宮浩信、お笑いタレント（三四郎）
- 1983年 - 齋藤陽道、写真家
- 1983年 - 栗山巧、プロ野球選手
- 1984年 - 河野千秋、アナウンサー
- 1984年 - 太田明生、元スピードスケート選手
- 1985年 - 柏木貴代、アイドル、タレント（元美少女クラブ31）
- 1985年 - 高橋玲、俳優、スタントマン
- 1985年 - 梶裕貴、声優
- 1985年 - 宮下雄也、俳優
- 1985年 - スコット・カーソン、サッカー選手
- 1985年 - リカルジーニョ、フットサル選手
- 1986年 - 今井沙那恵、ミュージシャン
- 1986年 - 鈴木健児、元サッカー選手、指導者
- 1986年 - 安部建輝、元プロ野球選手
- 1986年 - ショーン・ホワイト、スノーボーダー
- 1986年 - スティーブ・ブラウン、プロ野球選手
- 1987年 - 田邊俊喜、俳優
- 1987年 - 国崎和也、お笑いタレント（ランジャタイ）
- 1987年 - Erie、元歌手、元パフォーマー、元DJ（元Dream、元E-girls）
- 1987年 - 周嘉賢、フィギュアスケート選手
- 1987年 - ドモニク・ブラウン、プロ野球選手
- 1988年 - 松尾拓、競艇選手
- 1988年 - ジェローム・ボアテング、サッカー選手
- 1989年 - チャン・ヒョンスン、歌手
- 1990年 - 水沢アリー、タレント
- 1990年 - 澤田由希、モデル
- 1990年 - 真木今日子、AV女優
- 1991年 - 木村敦、俳優
- 1991年 - 田中大貴、バスケットボール選手
- 1991年 - 小川龍也、元プロ野球選手
- 1991年 - ギルツ・イェーカブソンス、フィギュアスケート選手
- 1992年 - 雨野宮将明、俳優、お笑いタレント
- 1992年 - 染谷将太、俳優
- 1992年 - 石津幸恵、テニス選手
- 1993年 - 釜元豪、元プロ野球選手
- 1993年 - 伊東幸敏、サッカー選手
- 1993年 - 桐原真奈、アイドル
- 1993年 - 小池里奈、女優
- 1993年 - 松本梨奈、元アイドル（元SKE48）
- 1993年 - 池岡亮介、俳優
- 1993年 - イ・ソンジョン、アイドル（INFINITE）
- 1993年 - イ・ソジョン、アイドル（レディースコード）
- 1994年 - 川村愛美、女優
- 1994年 - 髙比良くるま、お笑いタレント（令和ロマン）
- 1994年 - モトキ、YouTuber（Fischer's）
- 1994年 - 橋本星奈、アナウンサー
- 1994年 - 廣瀬智行、サッカー選手
- 1995年 - 菅沼ゆり、ファッションモデル、女優
- 1995年 - 小野寺玲、自転車競技選手
- 1995年 - ニクラス・ジューレ、サッカー選手
- 1996年 - 夏子、女優、ファッションモデル
- 1996年 - ジョイ、アイドル、女優（Red Velvet）
- 1996年 - セーラ、ファッションモデル、タレント
- 1996年 - 前野智郎、アナウンサー
- 1996年 - 大久保舞、サッカー選手
- 1996年 - 小野田勇次、陸上選手
- 1996年 - 宮原美穂、空手家
- 1997年 - 土井谷誠一、YouTuber（だいにぐるーぷ）
- 1997年 - 木村花、プロレスラー（+ 2020年）
- 1998年 - 大森美優、アイドル（元AKB48）
- 1998年 - 佐藤直樹、プロ野球選手
- 1999年 - 鈴木陽、サッカー選手
- 2000年 - 浅倉樹々[23]、歌手、アイドル（元つばきファクトリー）
- 2000年 - 沖田彩花、グラビアアイドル
- 2000年 - 沼田皇海、サッカー選手
- 2000年 - 八木奈々、AV女優
- 2001年 - 伊藤彩未、カーリング選手
- 2001年 - 千夏、元アイドル（元Chuning Candy）
- 2001年 - 松村ひな、元アイドル（元JAPANARIZM）
- 2002年 - 平田侑希、アイドル（AKB48）
- 2002年 - 篠原倖太朗、陸上競技選手
- 2002年 - 若林宏樹、陸上競技選手
- 2002年 - 熱海富士朔太郎、大相撲力士
- 2002年 - マナイア・ヌク、ラグビーユニオン選手
- 2002年 - 山城航太郎、プロ野球選手
- 2003年 - 安藤優作、プロアイスホッケー選手
- 2003年 - 佐藤陽成、サッカー選手
- 2004年 - 中川千尋、アイドル（アップアップガールズ（2））
- 2004年 - 大塚一佐、プロアイスホッケー選手
- 生年不詳 - JUNYA、ミュージシャン（GLORY HILL）
- 生年不詳 - 大鳥真子、漫画家
- 生年不詳 - 岩泉まい、声優
- 生年不詳 - 岡田佐知恵[24]、声優

## 忌日
- 264年（永安7年7月25日） - 孫休、三国呉の第3代皇帝（* 258年）
- 719年（養老3年閏7月15日） - 忌部子人、飛鳥時代の廷臣
- 931年（承平元年7月19日） - 宇多天皇、第59代天皇（* 867年）
- 943年（天慶6年7月26日） - 元良親王、平安時代の皇族、歌人（* 890年）
- 1099年（承徳3年8月16日） - 藤原通俊、平安時代の公卿、歌人（* 1047年）
- 1329年（元徳元年8月10日） - 日秀 (下野房)、法華宗の僧
- 1368年（正平23年/応安元年7月21日） - 新田義宗、南北朝時代の武将（* 1331年）
- 1402年 - ジャン・ガレアッツォ・ヴィスコンティ、ミラノ公（* 1351年）
- 1467年 - エレオノーレ、神聖ローマ皇帝フリードリヒ3世の皇后（* 1436年）
- 1552年（天文21年8月15日） - 長尾房長、戦国武将（* 1503年）
- 1592年 - ロバート・グリーン、作家（* 1558年）
- 1620年（元和6年8月7日） - 田中忠政、柳河藩主（* 1585年）
- 1634年 - エドワード・コーク、法律家（* 1552年）
- 1658年 - オリバー・クロムウェル、イングランド共和国護国卿（* 1599年）
- 1667年 - アロンソ・カーノ、画家、彫刻家、建築家（* 1601年）
- 1711年 - エリザベト・ソフィ・シェロン、画家（* 1648年）
- 1714年 - ピエトロ・アントニオ・フィオッコ、作曲家（* 1654年）
- 1725年（享保10年7月27日） - 本庄道章、高富藩主（* 1683年）
- 1792年 - ランバル公妃マリー・ルイーズ、マリー・アントワネットの女官長（* 1749年）
- 1818年（文政元年8月3日） - 水野忠鼎、江戸幕府奏者番、唐津藩主（* 1744年）
- 1820年 - ベンジャミン・ラトローブ、建築家（* 1764年）
- 1862年（文久2年8月10日） - 本因坊秀策、囲碁棋士（* 1829年）
- 1874年 - ハンス・コーノン・フォン・デア・ガーベレンツ、政治家、言語学者（* 1807年）
- 1875年 - 本木昌造、江戸幕府の通詞（* 1824年）
- 1877年 - アドルフ・ティエール、フランス大統領（* 1797年）
- 1883年 - イワン・ツルゲーネフ、小説家（* 1818年）
- 1903年 - 津田真道、啓蒙思想家、大成会衆議院議員、貴族院議員（* 1829年）
- 1914年 - アルベリク・マニャール、作曲家（* 1865年）
- 1919年 - ヴィクトル・ホルツ、教育者（* 1848年）
- 1931年 - フランツ・シャルク、指揮者（* 1863年）
- 1939年 - エドワード・ウェスターマーク、哲学者、社会学者（* 1862年）
- 1943年 - レオン・モイセイフ、吊り橋設計者（* 1872年）
- 1944年 - フランティシェク・ドルドラ、作曲家、ヴァイオリニスト（* 1868年）
- 1944年 - 吉岡順作、医師（* 1864年）
- 1946年 - モーリツ・ローゼンタール、ピアニスト（* 1862年）
- 1946年 - パウル・リンケ、作曲家（* 1866年）
- 1948年 - エドヴァルド・ベネシュ、チェコスロバキア大統領（* 1884年）
- 1948年 - 岡村博、数学者（* 1905年）
- 1949年 - 黒正巌、経済学者（* 1895年）
- 1950年 - トライアン・ヴイア、発明家（* 1872年）
- 1953年 - 折口信夫、民俗学者（* 1887年）
- 1953年 - ジャック・フィースター、プロ野球選手（* 1878年）
- 1957年 - 兼崎地橙孫、俳人、書家、弁護士（* 1890年）
- 1962年 - E・E・カミングス、詩人、画家、随筆家、劇作家（* 1894年）
- 1964年 - ヨーゼフ・マルクス、作曲家（* 1882年）
- 1967年 - ジェームズ・ダン、俳優（* 1901年）
- 1970年 - ヴィンス・ロンバルディ、アメリカンフットボールコーチ（* 1913年）
- 1972年 - 阿部千一、政治家、元岩手県知事（* 1893年）
- 1973年 - 藤田定市、実業家、元フジタ工業（現・フジタ）社長（* 1889年）
- 1974年 - 深谷昌次[25]、昆虫学者（* 1913年）
- 1976年 - 相場均、心理学者（* 1924年）
- 1979年 - 6代目三遊亭圓生、落語家（* 1900年）
- 1980年 - 藤田宗一、元プロ野球選手、監督（* 1914年）
- 1982年 - 半井清、内務官僚、政治家、元北海道庁長官、元横浜市長（* 1888年）
- 1982年 - フレデリック・ダネイ、小説家（* 1905年）
- 1983年 - ピエロ・スラッファ、経済学者（* 1898年）
- 1985年 - ジョニー・マークス、作曲家（* 1909年）
- 1985年 - ジョー・ジョーンズ、ジャズドラマー（* 1911年）
- 1987年 - モートン・フェルドマン、作曲家（* 1926年）
- 1988年 - フェリト・メレン、政治家、トルコ首相（* 1906年）
- 1989年 - ガエターノ・シレア、サッカー選手（* 1953年）
- 1991年 - フランク・キャプラ、映画監督（* 1897年）
- 1993年 - 若瀬川泰二、元大相撲力士（* 1920年）
- 1995年 - 石井智、アナウンサー（* 1935年）
- 1996年 - オグ・マンディーノ、小説家、自己啓発書作家（* 1923年）
- 1998年 - 杉山真太郎、アナウンサー、ナレーター（* 1930年）
- 1998年 - 椎橋重、俳優、声優（* 1948年）
- 2000年 - 青木義朗、俳優（* 1929年）
- 2002年 - ケネス・ヘア、気候学者（* 1919年)
- 2002年 - 熱田公、歴史学者（* 1931年）
- 2002年 - テッド・ロス、俳優（* 1934年）
- 2004年 - 島田ばく、児童文学者（* 1923年）
- 2005年 - ウィリアム・レンキスト、アメリカ合衆国最高裁判所首席裁判官（* 1924年）
- 2005年 - 明間輝行、実業家、元東北電力社長（* 1925年）
- 2006年 - エヴァ・クナルダール、ピアニスト（* 1927年）
- 2007年 - 三谷邦明、国文学者（* 1941年）
- 2007年 - 吉野正三郎、法学者（* 1951年）
- 2008年 - 初代富山清琴、地歌、箏曲師（* 1913年）
- 2008年 - 児玉利一、元プロ野球選手（* 1919年）
- 2008年 - 水井康雄、彫刻家（* 1925年）
- 2009年 - バディ・ブラットナー、元野球選手、元卓球選手、スポーツキャスター（* 1920年）
- 2010年 - 西島安則、工学者、元京都大学総長、元京都市立芸術大学学長（* 1926年)
- 2010年 - マイク・エドワース、チェリスト（* 1948年)
- 2010年 - 永井するみ、小説家（* 1961年)
- 2012年 - 文鮮明、宗教家、世界基督教統一神霊協会（統一教会）の創立者（* 1920年）
- 2012年 - マハムード・エル＝ゴハリ、サッカー指導者、元サッカー選手（* 1938年）
- 2012年 - マイケル・クラーク・ダンカン、俳優、声優（* 1957年）
- 2013年 - 船後正道、官僚、元環境事務次官（* 1921年）
- 2014年 - 河辺浩市、作曲家、編曲家、トロンボーン奏者（* 1927年）
- 2014年 - 翁家和楽 (3代目)、太神楽曲芸師（* 1933年）
- 2014年 - タワン・ダッチャニー、画家（* 1939年）
- 2014年 - コ・ウンビ、歌手（* 1992年）
- 2015年 - チャンドラ・バハドゥール・ダンギ、史上最も背の低い成人（* 1939年）
- 2016年 - 高橋令則、政治家（* 1934年）
- 2017年 - 持永和見、官僚、政治家（* 1927年）
- 2017年 - ジョン・アッシュベリー、詩人（* 1927年）
- 2017年 - シュガー・ラモス、プロボクサー、元WBAおよびWBC世界フェザー級王者（* 1941年）
- 2017年 - 来間紘、実業家、元テレビ愛知社長、元日経BP副社長（* 1945年）
- 2017年 - ウォルター・ベッカー、ミュージシャン（スティーリー・ダン）（* 1950年）
- 2017年 - 谷村孝、元バレーボール選手（* 1982年）
- 2018年 - 徳永徹、医学者、福岡大学名誉教授、元国立予防衛生研究所所長（* 1927年）
- 2018年 - 朱奎昌、政治家、元国防委員会委員（* 1928年）
- 2018年 - 池上公介、英語教区者、学園経営者、初代学校法人池上学園理事長（* 1940年）
- 2019年 - 長谷川慶太郎、経済評論家（* 1927年）
- 2019年 - キャロル・リンレイ、女優（* 1942年）
- 2019年 - ピーター・リンドバーグ、写真家（* 1944年）
- 2019年 - ハルワルド・ハーネボル、バイアスロン選手、1998年長野五輪・2002年ソルトレークシティ五輪・2010年バンクーバー五輪金メダリスト（* 1969年）
- 2020年 - 後藤由夫、内科医（* 1925年）
- 2020年 - 江口大象、書家（* 1935年）
- 2020年 - オヤマダアツシ、音楽ライター（* 1960年）
- 2020年 - ビロル・ユーネル、俳優（* 1961年）
- 2021年 - 諫山正、マルクス経済学者、元新潟青陵大学学長（* 1935年）
- 2021年 - 澤井信一郎、映画監督（* 1938年）
- 2021年 - 森真、政治家、元岐阜県各務原市長（* 1940年）
- 2022年 - 野田一夫、経営学者（* 1927年）
- 2022年 - 林孝矩、政治家（* 1938年）
- 2022年 - 宮村忠、河川工学者（* 1939年）
- 2022年 - 栗田広、医学者、精神科医（* 1945年）
- 2022年 - 山本進一、農学者、豊橋技術科学大学元副学長、岡山大学名誉教授、名古屋大学名誉教授（* 1952年）
- 2024年 - 岡田太郎、実業家、テレビプロデューサー、元共同テレビジョン社長（* 1930年）
- 2024年 - 山口昇士、政治家、元神奈川県箱根町長（* 1944年）
- 2024年 - ピーコ、タレント、ファッション評論家、衣装デザイナー、シャンソン歌手（* 1945年）
- 2024年（遺体発見日） - 徳島尚、プロボクサー、ボクシング指導者、元OPBF東洋太平洋フライ級王者（* 1968年）

## 記念日・年中行事
- 共和国創立記念日（ サンマリノ）
301年のこの日に聖マリノが現在のサンマリノに当たる地に教会を建てサンマリノを創設したとされることを記念する祝日。

- 対日勝戦日（ 中華民国）、抗日戦争勝利記念日（ 中華人民共和国）

第二次世界大戦での日本に対する勝利を記念する日。多くの連合国では日本政府が降伏文書に調印した9月2日を記念日としているが、中華民国では国民党政府が翌9月3日から3日間を抗日戦争勝利記念の休暇としたことから9月3日を記念日としている。1949年に成立した中華人民共和国も同じく9月3日を抗日戦争勝利記念日と称している。
- ロシア(軍国日本との戦争に勝利した日)

- 軍人節（ 中華民国）
抗日戦争勝利記念日が由来。台北市の忠烈祠（中国語版）で慰霊祭が行われる[26]。
- 独立記念日（ カタール）
1971年のこの日、カタールがイギリスから独立した。2006年まで祝日であったが、2007年以降は代わりに12月18日を建国記念日としている。
- ホームラン記念日（ 日本）
1977年のこの日、読売ジャイアンツの王貞治が後楽園球場で通算756本目のホームランを打ち、アメリカ大リーグのハンク・アーロンが持っていた記録を抜いて世界新記録を更新したことに由来。これを受けて政府は、2日後の9月5日に王に初の国民栄誉賞を贈った[27]。
- ベッドの日（ 日本）
日本ベッド工業会が制定。「グッ(9)スリ(3)」の語呂合せ。
- しんくみの日（ 日本）
東京都信用組合協会が「くみ愛の日」として制定。「く(9)み(3)あい」(組合)の語呂合せ[28]。
- 世界口笛デー（ 世界）
2018年にマスターズ国際口笛音楽フェスティバル(The Masters of Musical Whistling)、世界口笛大会(The World Whistlers Convention)、インド口笛チャンピオン有志による協力で制定。国際口笛大会(International Whistlers Convention)の創始者であるアレン・デ・ハートの生誕日にちなむ[29]。